# The Shot (Finales de la NBA de 1998)

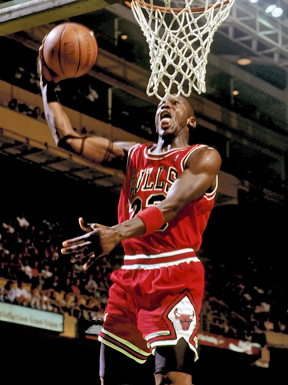
Michael Jordan anotó su última canasta como jugador de los Bulls en el 6º partido de las Finales de la NBA de 1998.

The Last Shot (en español: El último Tiro) es la canasta ganadora anotada por Michael Jordan en el 6º partido de las Finales de la NBA de 1998 ante Utah Jazz a falta de 5,2 segundos para el final del partido, que a la postre significaría la victoria de Chicago Bulls y el sexto campeonato de la NBA del equipo. El encuentro se disputó el 14 de junio de 1998 en el Delta Center en Salt Lake City (Utah).
Fue la última canasta de Jordan como jugador de los Bulls, ya que se retiró del baloncesto profesional el 13 de enero de 1999. Años más tarde anunciaría su regreso como jugador de Washington Wizards, equipo con el que jugó entre 2001 y 2003. También fue su último partido y canasta en playoffs, y su vigesimoquinta canasta ganadora con los Bulls.

## Jugada
Cuando John Stockton pasó el balón a Karl Malone, Michael Jordan le robó el esférico y avanzó hasta la mitad de campo rival. Su defensor era Bryon Russell, uno de los mejores defensores de perímetro de los Jazz. Jordan condujo el balón hasta dentro de la línea de tres puntos, cambió rápidamente el balón de manos, y anotó una canasta a más de 6 metros de distancia que colocaba a los Bulls por delante en el marcador (87-86) a falta de 5,2 segundos para el final.

## Frases
17 segundos para el séptimo partido, o para el sexto campeonato, Jordan... tiro liberado... ¡Chicago por delante! Tiempo muerto Utah, 5,2 segundos para el final, Michael Jordan echa humo con 45 puntos.
Bob Costas, de la NBC, comentando el tiro ganador de Michael Jordan.

Malone... molestado por Michael, al suelo, ¡robo de M.J.! ¡Michael roba el balón! 16 segundos para el final, los Bulls pierden de uno. Michael contra Russell, 12 segundos...11...10. Jordan, Jordan la conduce, lanza...¡ANOTA! Ha anotado! Los Bulls ganan 87-86 a falta de cinco segundos y dos décimas para el final. Oh, Dios mío. Oh, Dios mío.
Neil Funk retransmitiendo el robo y la canasta ganadora de Jordan en la emisora de radio de los Bulls.

-Vamos a ver, ese balón, ese balón, ese balón, ese balón para Michael Jordan, Jordan, Jordan, Jordan, Jordan... Jooooordan, ¡canasta!, Vaya canasta que ha conseguido Michael Jordan. 86-85 en el marcador, 35, 34, 33, 32 segundos, balón para John Stockton, Stockton con el balón, Stockton marcado por Wyatt Earp, ahí tenemos a John Stockton, Stockton, vean ustedes el reloj, el reloj con los segundos que quedan, balón para Karl Malone, Karl Malone, Karl Malone... ¡Ha sido Jordan! ¡Jordan! ¡La ha robado Jordan, la ha robado Jordan! ¡La ha robado Jordan, la ha robado Jordan! ¡Jordan! ¡Bienvenidos al vuelo número 23, aerolíneas Jordan! ¡Balón de Michael Jordan, Joooordan...! ¡Jordan, Jordan, Joooooordaaan! ¡Canasta, canasta, canasta, canasta! ¡Canasta de Michael...! ¡Me llamo Michael, Michael Jordan, como James, James Bond!
-Este Jordan me suena...
Andrés Montes y Antoni Daimiel comentando el último minuto del partido.